# Satoblephara
Satoblephara là một chi bướm đêm thuộc họ Geometridae.